# Phyllocladus
Phyllocladus es un pequeño género de coníferas de la familia Podocarpaceae. 

## Descripción
Son árboles de pequeño y mediano tamaño , llegando a alcanzar los 10-30 m de altura. Los brotes verdes estructurales básicos son de 2-3 años, entonces se volverá oscura, como la espesa corteza. Las hojas son escasas, pequeñas, escamosas, de 2-3 mm de largo, y sólo verde (fotosíntesis) por un corto periodo de tiempo, pronto se oxidan. Más fotosíntesis es realizada por los muy modificados, brotes de hoja corta, llamado phylloclades, , los cuales se desarrollan en las axilas de las hojas, y son simples o compuestas (según la especie). Los phylloclades simples son romboidales, de 2-5 cm de largo, y los phylloclades compuestos son de hasta 20 cm de largo y se subdividen en 5-15 'phylloclades como alas' de -1-3 cm de largo. La semilla en conos son bayas, similares a los de otros varios géneros Podocarpaceae, en particular Halocarpus y Prumnopitys, con un arilo con carnosidad blanca; las semillas son dispersadas por las aves, Que digieren el arilo carnoso suave a medida que pasan las duras semillas en sus excrementos.

## Distribución y hábitat
Este género se encuentra principalmente en el hemisferio sur, donde se distribuye por Nueva Zelanda, Tasmania y Malasia, y una especie al norte del ecuador en  Filipinas.

## Evolución, filogenia y taxonomía
Phyllocladus es morfológicamente muy distinto de los otros géneros de esta familia, y algunos botánicos lo tratan en una familia propia, la Phyllocladaceae. Sin embargo, el análisis genético muestra que s encuentran en  Podocarpaceae; su salida de esta familia dejaría al resto de Podocarpaceae como taxón parafilético. La moderna clasificación científica prefiere que los taxones sean monofiléticos, por lo que Phyllocladus se trata en el Podocarpaceae.

## Especies
- Phyllocladus alpinus (P. trichomanoides var. alpinus) - Mountain Toatoa (New Zealand)
- Phyllocladus aspleniifolius - Celery-top-pine (Tasmania)
- Phyllocladus hypophyllus - Malesian Celery-pine (New Guinea to Borneo & Philippines)
- Phyllocladus toatoa - Toatoa (New Zealand)
- Phyllocladus trichomanoides - Tanekaha (New Zealand)